# Хокей на траві на літніх Олімпійських іграх 2004 (жінки)
Жіночий турнір з хокею на траві на літніх Олімпійських іграх 2004 в Афінах був 7-й за ліком турнір з хокею на траві серед жінок на літніх Олімпійських іграх. Він тривав з 16 до 26 серпня в Олімпійському хокейному центрі.
Німеччина вперше здобула золоті олімпійські медалі з хокею на траві, у фіналі перемігши Нідерланди з рахунком 2–1. У матчі за 3-тє місце Аргентина перемогла Китай 1–0.

## Кваліфікація
Загалом кваліфікувалося 10 збірних. Автоматично кваліфікувалися чемпіонки п'яти континентів. До них долучилися збірні, що посіли п'ять перших місць на Олімпійському кваліфікаційному турнірі.
| Дати               | Дисципліна                          | Місце проведення                                                       | Кваліфікувалися                                       |
| ------------------ | ----------------------------------- | ---------------------------------------------------------------------- | ----------------------------------------------------- |
| 5–11 жовтня 2002   | Азійські ігри 2002                  | Пусан (Південна Корея)                                                 | КНР                                                   |
| 25–31 травня 2003  | Кубок Океанії 2003                  | Мельбурн (Австралія) Окленд (Нова Зеландія) і Фангареї (Нова Зеландія) | Австралія                                             |
| 3–13 серпня 2003   | Панамериканські ігри 2003           | Санто-Домінго (Домініканська Республіка)                               | Аргентина                                             |
| 1–13 вересня 2003  | Чемпіонат Європи 2003               | Барселона (Іспанія)                                                    | Нідерланди                                            |
| 7–17 жовтня 2003   | Всеафриканські ігри 2003            | Абуджа (Нігерія)                                                       | ПАР                                                   |
| 19–28 березня 2004 | Олімпійський кваліфікаційний турнір | Manukau (Нова Зеландія)                                                | Японія Іспанія Нова Зеландія Німеччина Південна Корея |

Хоча країна-господарка Греція мала б також кваліфікувалися автоматично, однак Міжнародна федерація хокею (FIH) і Міжнародний олімпійський комітет (МОК) відмовилися задовольняти це право через недостатньо високий рівень розвитку хокею на траві в Греції. Греція подала протест до Спортивного арбітражного суду (CAS), однак його відхилили. Першою можливістю для Греції потрапити на Олімпійські ігри була участь у Чемпіонаті Європи, який відбувся 2003 року. Позаяк збірна не кваліфікувалася на цей турнір, то останньою можливістю була перемога над Росією, останньою за рейтингом збірною Олімпійського кваліфікаційного турніру в серії ігор до двох перемог. Росія все-одно б зберегла своє місце у відбірковому турнірі, незалежно від результату гри з Грецією, однак якби Греція перемогла, то на тому турнірі розігрувалось би чотири путівки замість п'яти. Однак через фінансові причини Греція не взяла участі й цим проминула нагоду потрапити на Олімпійські ігри.

## Підсумки
Вказано Східноєвропейський час (UTC+2)

### Попередній раунд

#### Група A
| Поз | Команда       | І | В | Н | П | ГЗ | ГП | РГ | О  | Кваліфікація |
| --- | ------------- | - | - | - | - | -- | -- | -- | -- | ------------ |
| 1   | КНР           | 4 | 4 | 0 | 0 | 11 | 2  | +9 | 12 | Півфінали    |
| 2   | Аргентина     | 4 | 3 | 0 | 1 | 12 | 4  | +8 | 9  | Півфінали    |
| 3   | Японія        | 4 | 2 | 0 | 2 | 5  | 7  | −2 | 6  |              |
| 4   | Нова Зеландія | 4 | 1 | 0 | 3 | 3  | 9  | −6 | 3  |              |
| 5   | Іспанія       | 4 | 0 | 0 | 4 | 3  | 12 | −9 | 0  |              |

| 14 серпня 2004 10:30           |        |        |  |
| КНР                            | 3–0    | Японія |  |
| Фу 7' · Тан 39' · Чень Цю. 67' | Report |        |  |

| 14 серпня 2004 20:00                                        |        |         |  |
| Аргентина                                                   | 4–0    | Іспанія |  |
| Степнік 11' · Роньйоні 25' · Гонсалес Оліва 28' · Онето 69' | Report |         |  |

| 16 серпня 2004 08:30 |        |                                           |  |
| Японія               | 1–3    | Аргентина                                 |  |
| Комадзава 27'        | Report | Аррондо 19' · Гарсія 37' · Ді Джакомо 58' |  |

| 16 серпня 2004 18:00 |        |                  |  |
| Нова Зеландія        | 0–2    | КНР              |  |
|                      | Report | Ма 16' · Тан 41' |  |

| 18 серпня 2004 08:30       |        |         |  |
| КНР                        | 3–0    | Іспанія |  |
| Тан 14' · Фу 35' · Ґао 58' | Report |         |  |

| 18 серпня 2004 20:00 |        |               |  |
| Японія               | 2–0    | Нова Зеландія |  |
| Коморі 18', 52'      | Report |               |  |

| 20 серпня 2004 10:30 |        |                                   |  |
| Нова Зеландія        | 0–3    | Аргентина                         |  |
|                      | Report | Аймар 8' · Онето 38' · Гарсія 53' |  |

| 20 серпня 2004 20:00 |        |                             |  |
| Іспанія              | 1–2    | Японія                      |  |
| Терменс 67'          | Report | Морімото 5' · Комадзава 34' |  |

| 22 серпня 2004 10:30 |        |                                            |  |
| Іспанія              | 2–3    | Нова Зеландія                              |  |
| Гойкоечеа 21', 40'   | Report | Прован 21' · Робертс-Ланґ 30' · Іґасан 50' |  |

| 22 серпня 2004 18:00 |        |                          |  |
| Аргентина            | 2–3    | КНР                      |  |
| Аймар 17', 34'       | Report | Ма 9' · Фу 16' · Тан 47' |  |

#### Група B
| Поз | Команда        | І | В | Н | П | ГЗ | ГП | РГ | О  | Кваліфікація |
| --- | -------------- | - | - | - | - | -- | -- | -- | -- | ------------ |
| 1   | Нідерланди     | 4 | 4 | 0 | 0 | 14 | 5  | +9 | 12 | Півфінали    |
| 2   | Німеччина      | 4 | 2 | 0 | 2 | 6  | 10 | −4 | 6  | Півфінали    |
| 3   | Південна Корея | 4 | 1 | 1 | 2 | 9  | 8  | +1 | 4  |              |
| 4   | Австралія      | 4 | 1 | 1 | 2 | 6  | 5  | +1 | 4  |              |
| 5   | ПАР            | 4 | 1 | 0 | 3 | 5  | 12 | −7 | 3  |              |

| 14 серпня 2004 08:30                                                     |        |                |  |
| Нідерланди                                                               | 6–2    | ПАР            |  |
| Доннерс 6', 19', 37' · Бомґардт 15' · Морейра де Мелу 23' · Схепстра 25' | Report | Вілсон 7', 53' |  |

| 14 серпня 2004 18:00 |        |                                  |  |
| Австралія            | 1–2    | Німеччина                        |  |
| Тауерс 58'           | Report | Ернстінґ-Крінке 21' · Мюллер 34' |  |

| 16 серпня 2004 10:30 |        |                                         |  |
| ПАР                  | 0–3    | Австралія                               |  |
|                      | Report | Тауерс 28' · Фолкнер 34' · Ґаллаґер 59' |  |

| 16 серпня 2004 20:00     |        |                                  |  |
| Південна Корея           | 2–3    | Нідерланди                       |  |
| Кім Чі. 19' · Пак Ч. 57' | Report | Ван дер Варт 26', 35' · Боей 40' |  |

| 18 серпня 2004 10:30                                        |        |                     |  |
| Нідерланди                                                  | 4–1    | Німеччина           |  |
| Схепстра 7' · Бомґардт 19' · Ван Ґенгейзен 21' · Каррес 29' | Report | Ернстінґ-Крінке 40' |  |

| 18 серпня 2004 18:00 |        |                                 |  |
| ПАР                  | 0–3    | Південна Корея                  |  |
|                      | Report | Ко 17' · Лі С. 35' · Кім Ю. 46' |  |

| 20 серпня 2004 08:30    |        |                        |  |
| Південна Корея          | 2–2    | Австралія              |  |
| Пак М. 31' · Кім С. 46' | Report | Добсон 6' · Пауелл 43' |  |

| 20 серпня 2004 18:00 |        |                                    |  |
| Німеччина            | 0–3    | ПАР                                |  |
|                      | Report | Вемеєр 4' · Кутзе 45' · Вілсон 56' |  |

| 22 серпня 2004 08:30               |        |                         |  |
| Німеччина                          | 3–2    | Південна Корея          |  |
| Кюн 11' · Ґуде 30' · Казаретто 59' | Report | Пак М. 32' · Кім С. 70' |  |

| 22 серпня 2004 20:00 |        |             |  |
| Австралія            | 0–1    | Нідерланди  |  |
|                      | Report | Доннерс 47' |  |

### Класифікаційний раунд

#### 9-10-те місця
| 27 серпня 2004 09:00                 |          |                                        |  |
| Іспанія                              | 3–4 (ДЧ) | ПАР                                    |  |
| Ібарра 23' · Фейто 49' · Терменс 60' | Report   | Кутзе 29' · Фоло 33' · Вілсон 47', 73' |  |

#### Класифікація за 5-8-ме місця
|  | Перехресні матчі       | Перехресні матчі |   |                | п'яте місце    | п'яте місце |  |
|  |                        |                  |   |                |                |             |  |
|  | 24 серпня 2004         |                  |   |                |                |             |  |
|  | Південна Корея         | 2                |   |                |                |             |  |
|  | Нова Зеландія (п.д.ч.) | 3                |   |                |                |             |  |
|  |                        |                  |   |                |                |             |  |
|  |                        |                  |   |                | 27 серпня 2004 |             |  |
|  |                        |                  |   |                | Нова Зеландія  | 0           |  |
|  |                        | Австралія        | 3 |                |                |             |  |
|  |                        |                  |   |                |                |             |  |
|  |                        |                  |   |                |                |             |  |
|  |                        |                  |   |                | сьоме місце    |             |  |
|  | 24 серпня 2004         | 24 серпня 2004   |   | 27 серпня 2004 | 27 серпня 2004 |             |  |
|  | Японія                 | 1                |   | Південна Корея | 3              |             |  |
|  | Австралія              | 3                |   |                | Японія         | 1           |  |

##### Перехресні матчі
| 24 серпня 2004 08:30    |          |                                           |  |
| Південна Корея          | 2–3 (ДЧ) | Нова Зеландія                             |  |
| Кім Ю. 44' · Пак М. 46' | Report   | Робертс-Ланґ 4' · Мюйргед 8' · Волтон 80' |  |

| 24 серпня 2004 11:00 |        |                                         |  |
| Японія               | 1–3    | Австралія                               |  |
| Коморі 15'           | Report | Ґаллаґер 27' · Фолкнер 33' · Пауелл 37' |  |

##### 7-8-ме місця
| 27 серпня 2004 08:30     |        |            |  |
| Південна Корея           | 3–1    | Японія     |  |
| О 12', 18' · Кім Чі. 19' | Report | Міура 35+' |  |

##### 5-6-те місця
| 27 серпня 2004 11:00 |        |                              |  |
| Нова Зеландія        | 0–3    | Австралія                    |  |
|                      | Report | Тауерс 14' · Пауелл 42', 67' |  |

#### Класифікація за 1-4-те місця
|  | Півфінали         | Півфінали      |   |                | Фінал              | Фінал |  |
|  |                   |                |   |                |                    |       |  |
|  | 24 серпня 2004    |                |   |                |                    |       |  |
|  | Нідерланди (пен.) | 2 (4)          |   |                |                    |       |  |
|  | Аргентина         | 2 (2)          |   |                |                    |       |  |
|  |                   |                |   |                |                    |       |  |
|  |                   |                |   |                | 26 серпня 2004     |       |  |
|  |                   |                |   |                | Нідерланди         | 1     |  |
|  |                   | Німеччина      | 2 |                |                    |       |  |
|  |                   |                |   |                |                    |       |  |
|  |                   |                |   |                |                    |       |  |
|  |                   |                |   |                | Матч за 3-тє місце |       |  |
|  | 24 серпня 2004    | 24 серпня 2004 |   | 26 серпня 2004 | 26 серпня 2004     |       |  |
|  | КНР               | 0 (3)          |   | Аргентина      | 1                  |       |  |
|  | Німеччина (пен.)  | 0 (4)          |   |                | КНР                | 0     |  |

##### Півфінали
| 24 серпня 2004 18:00                      |          |                                       |  |
| Нідерланди                                | 2–2 (ДЧ) | Аргентина                             |  |
| Каррес 41' · Доннерс 45'                  | Report   | Гарсія 17' · Айсега 68'               |  |
| Пенальті                                  |          |                                       |  |
| Схопман · Бомґардт · Доннерс · Ван Кессел | 4–2      | Маргалот · Роньйоні · Аймар · Степнік |  |

| 24 серпня 2004 20:30        |          |                                          |  |
| КНР                         | 0–0 (ДЧ) | Німеччина                                |  |
|                             | Report   |                                          |  |
| Пенальті                    |          |                                          |  |
| Фу · Ґао · Май · Тан · Чжоу | 3–4      | Рінне · Клекер · Бахманн · Келлер · Ґуде |  |

##### Матч за бронзову медаль
| 26 серпня 2004 18:00 |        |     |  |
| Аргентина            | 1–0    | КНР |  |
| Аймар 70'            | Report |     |  |

##### Фінал
| 26 серпня 2004 20:30 |        |                   |  |
| Нідерланди           | 1–2    | Німеччина         |  |
| Схепстра 38'         | Report | Кюн 6' · Ґуде 20' |  |

## Статистика

### Підсумкове положення
| Поз | Груп | Команда        | І | В | Н | П | ГЗ | ГП | РГ  | О  | Підсумкове положення |
| --- | ---- | -------------- | - | - | - | - | -- | -- | --- | -- | -------------------- |
| 1   | B    | Німеччина      | 6 | 3 | 1 | 2 | 8  | 11 | −3  | 10 | Золота медаль        |
| 2   | B    | Нідерланди     | 6 | 4 | 1 | 1 | 17 | 9  | +8  | 13 | Срібна медаль        |
| 3   | A    | Аргентина      | 6 | 4 | 1 | 1 | 15 | 6  | +9  | 13 | Бронзова медаль      |
| 4   | A    | КНР            | 6 | 4 | 1 | 1 | 11 | 3  | +8  | 13 |                      |
|     |      |                |   |   |   |   |    |    |     |    |                      |
| 5   | B    | Австралія      | 6 | 3 | 1 | 2 | 12 | 6  | +6  | 10 |                      |
| 6   | A    | Нова Зеландія  | 6 | 2 | 0 | 4 | 6  | 14 | −8  | 6  |                      |
| 7   | B    | Південна Корея | 6 | 2 | 1 | 3 | 14 | 12 | +2  | 7  |                      |
| 8   | A    | Японія         | 6 | 2 | 0 | 4 | 7  | 13 | −6  | 6  |                      |
|     |      |                |   |   |   |   |    |    |     |    |                      |
| 9   | B    | ПАР            | 5 | 2 | 0 | 3 | 9  | 15 | −6  | 6  |                      |
| 10  | A    | Іспанія        | 5 | 0 | 0 | 5 | 6  | 16 | −10 | 0  |                      |

### Бомбардирки
Протягом турніру було забито  105 голів у 29 матчах, з середнім показником 3.62 голів за матч.
5 голів
- Нідерланди Мейнтьє Доннерс
- ПАР Дженніфер Вілсон

4 голи
- Аргентина Лусьяна Аймар
- Австралія Катріна Пауелл
- КНР Тан Чуньлін

3 голи
- Аргентина Соледад Гарсія
- Австралія Джулі Тауерс
- КНР Фу Баожун
- Японія Коморі Томомі
- Нідерланди Мартьє Схепстра
- Південна Корея Пак Мі Хьон

2 голи
- Аргентина Ваніна Онето
- Австралія Сьюзанн Фолкнер
- Австралія Піта Ґаллаґер
- КНР Ма Їбо
- Німеччина Надіне Ернстінґ-Крінке
- Німеччина Франціска Ґуде
- Німеччина Анке Кюн
- Японія Комадзава Ріка
- Нідерланди Аґет Бомґардт
- Нідерланди Сілвія Каррес
- Нідерланди Маша ван дер Варт
- Нова Зеландія Нініва Робертс-Ланґ
- ПАР Піті Кутзе
- Південна Корея Кім Чін Кьон
- Південна Корея О Ґо Ун
- Південна Корея Кім Сон Ин
- Південна Корея Кім Юн Мі
- Іспанія Ердойца Гойкоечеа
- Іспанія Естер Терменс

1 гол
- Аргентина Магдалена Айсега
- Аргентина Інес Аррондо
- Аргентина Маріна ді Джакомо
- Аргентина Маріана Гонсалес Оліва
- Аргентина Сесілія Роньйоні
- Аргентина Аєлен Степнік
- Австралія Луїс Добсон
- КНР Ґао Ліхуа
- КНР Чень Цюці
- Німеччина Кароліне Казаретто
- Німеччина Зільке Мюллер
- Японія Міура Кейко
- Японія Морімото Сакае
- Нідерланди Мінке Боей
- Нідерланди Мік ван Ґенгейзен
- Нідерланди Фатіма Морейра де Мелу
- Нова Зеландія Елізабет Іґасан
- Нова Зеландія Сьюзанн Мюйргед
- Нова Зеландія Джеймі Прован
- Нова Зеландія Ліза Волтон
- ПАР Цоанело Фоло
- ПАР Шарне Вемеєр
- Південна Корея Пак Чон Сук
- Південна Корея Ко Кван Мін
- Південна Корея Лі Сон Ок
- Іспанія Марія дель Мар Фейто
- Іспанія Росіо Ібарра

Джерело: FIH